# Zbrodnia w Woli Ostrowieckiej

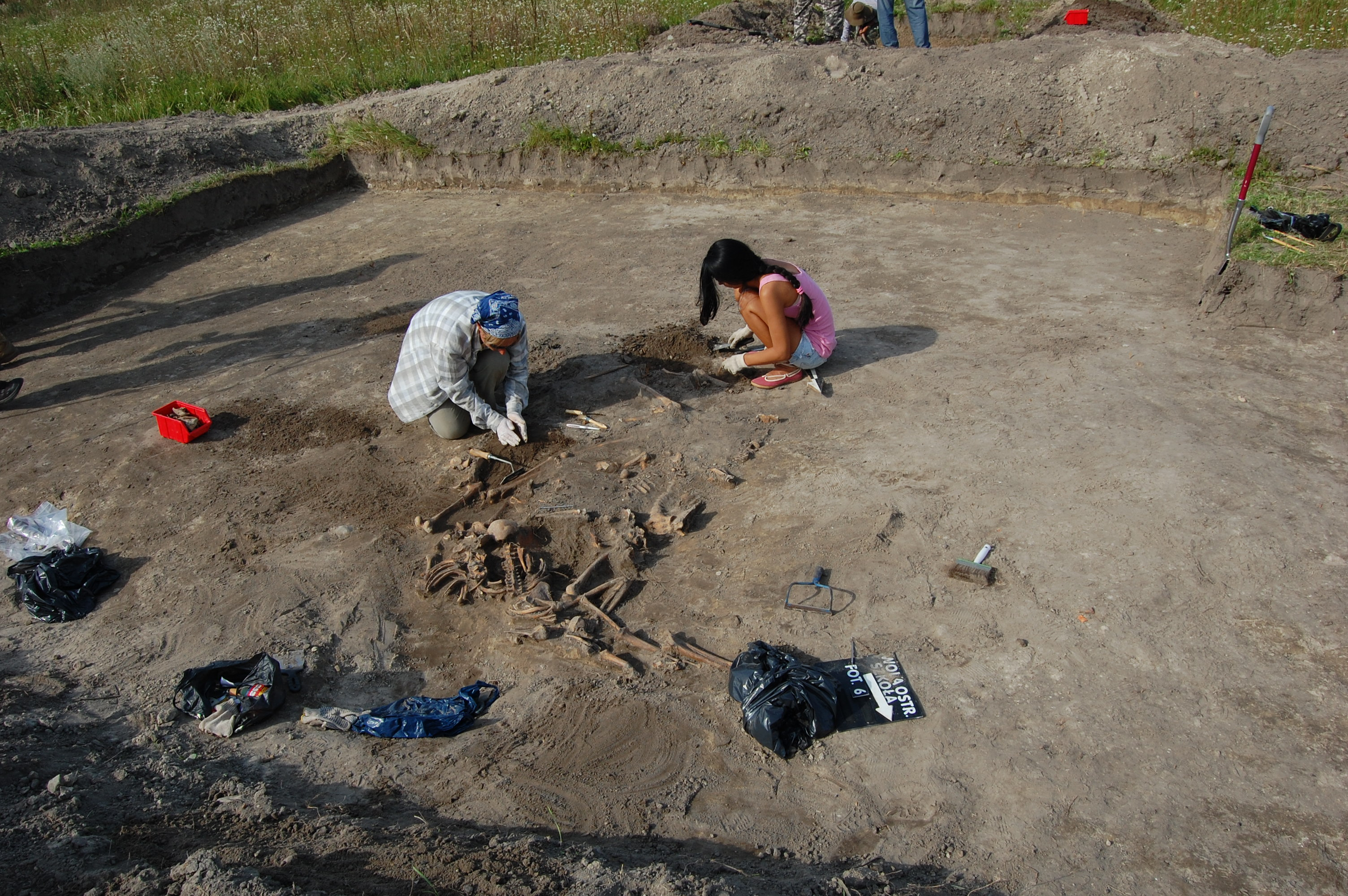
Archeolodzy podczas ekshumacji w 2011 roku

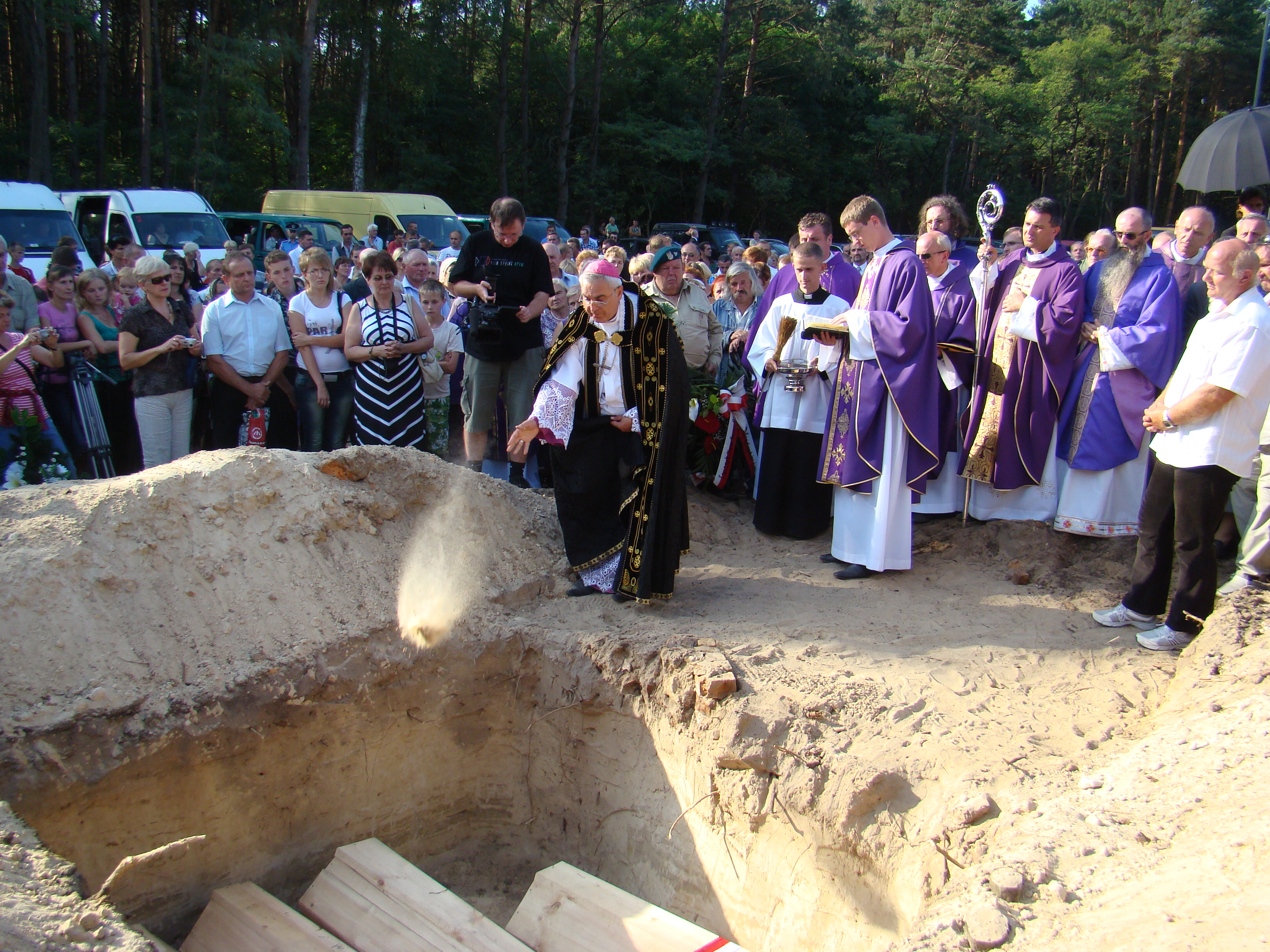
Uroczysty pogrzeb szczątków wydobytych w 2011 roku w Ostrówkach i Woli Ostrowieckiej

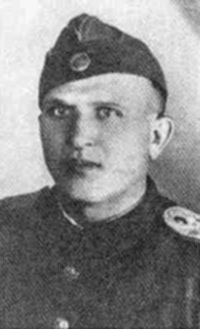
Iwan Kłymczak „Łysy”, dowódca oddziału UPA, który dokonał masakry cywilów w Ostrówkach i Woli Ostrowieckiej

Zbrodnia w Woli Ostrowieckiej – zbrodnia popełniona 30 sierpnia 1943 (podawana jest też data 29 sierpnia) na ludności polskiej przez kureń Ukraińskiej Powstańczej Armii dowodzony przez Iwana Kłymczaka „Łysego”. Miejscem zbrodni była Wola Ostrowiecka położona w powiecie lubomelskim województwa wołyńskiego. Wskutek tej akcji w Woli Ostrowieckiej zginęło 628 Polaków i 7 Żydów, w tym 220 dzieci do lat 14. W mordzie uczestniczyła również ludność ukraińska z sąsiednich wsi.

## Przebieg zbrodni
W dniu poprzedzającym zbrodnię do mieszkańców Woli Ostrowieckiej doszły wieści o wzroście nastrojów antypolskich wśród okolicznej ludności ukraińskiej. Ukraińcy mieli gromadzić się i wzajemnie zachęcać do ataku na Polaków. Mieszkańcy Woli Ostrowieckiej po naradach poprzestali na wystawieniu wart, które miały obserwować ruchy Ukraińców. Ludność wsi miała być przygotowana do ucieczki. Część Polaków na noc przeniosła się do pobliskich Ostrówek, uznawanych za bardziej bezpieczne.
Rano w dniu napadu w pobliżu Woli Ostrowieckiej od strony wsi Sokół pojawił się tłum Ukraińców zmierzający w stronę wsi Przekórka. Polska samoobrona postanowiła nie ostrzeliwać maszerujących, poprzestając na ich obserwacji. Tymczasem grupa ta okrążyła Wolę Ostrowiecką i niespodziewanie weszła do niej z przeciwnej strony wraz z oddziałami UPA.
Początkowo napastnicy zachowywali się spokojnie. Polaków zwoływano na zebranie do szkoły celem omówienia walki z Niemcami. Osoby opierające się przyprowadzano siłą bądź zabijano. Mieszkańcami Woli Ostrowieckiej zapełniono cały plac szkolny i budynek szkoły. Około godz. 10 jeden z dowódców ukraińskich wygłosił do Polaków płomienne przemówienie wzywające do wspólnej walki z Niemcami. Zapowiedział przeprowadzenie badań lekarskich, po których z wybranych Polaków zostanie utworzony oddział partyzancki uzbrojony przez UPA.
Po tym przemówieniu z tłumu Polaków wyprowadzano po 5–10 mężczyzn i prowadzono do stodoły Antoniego Strażyca na rzekome badania, w rzeczywistości na egzekucję przeprowadzaną za pomocą siekier, młotków do zabijania zwierząt gospodarskich, maczug i pałek. Martwych wrzucano do dołu wykopanego uprzednio w tym budynku. Świadkiem tych mordów był Władysław Soroka, który zdołał wybiec ze stodoły i uciec pomimo otrzymania 6 postrzałów.
Po wymordowaniu mężczyzn zaczęto w ten sam sposób zabijać kobiety i dzieci. Około południa oprawców spłoszyły strzały oddane przez patrol niemiecki, który pojawił się w okolicy. Zaprzestano zabijania ludzi pojedynczo. Drewniany budynek szkoły, w którym znajdowało się 150–200 osób, obłożono słomą i podpalono, wrzucając jednocześnie do wnętrza granaty. Strzelano do ludzi wyskakujących przez okna szkoły. Ocalało zaledwie kilka osób rannych i udających nieżywe. Podpalono także stodołę Jesionka, w której było zamkniętych około 30 kobiet i dzieci. 
Podczas dokonywania zbrodni wieś była plądrowana przez ludność ukraińską. Wykrytych Polaków mordowano. Ponadto po rzezi grupy Ukraińców chodziły po wsi nawołując po polsku ukrywających się do ujawnienia. Osoby, które wychodziły z ukrycia, były zabijane.
Równocześnie z rzezią w Woli Ostrowieckiej trwała rzeź sąsiednich Ostrówek.

## Po zbrodni
Dowódca kurenia „Łysy” pisał w sprawozdaniu do kierownictwa OUN:
„(…) 29 sierpnia 1943 r. przeprowadziłem akcje we wsiach Wola Ostrowiecka i Ostrówki głowniańskiego rejonu. Zlikwidowałem wszystkich Polaków od małego do starego. Wszystkie budynki spaliłem, mienie i chudobę zabrałem dla potrzeb kurenia”.
5 października 1943 r. oddziały AK Kazimierza Filipowicza „Korda” i Władysława Czermińskiego „Jastrzębia” m.in. w odwecie za rzeź Woli Ostrowieckiej spaliły ukraińskie wsie Połapy i Sokół, których mieszkańcy brali udział w tej zbrodni.

## Upamiętnienie zbrodni i ekshumacje
Zbieranie wspomnień byłych mieszkańców wsi Ostrówki i Wola Ostrowiecka rozpoczął pod koniec lat 70. Leon Popek, syn ocalałej z rzezi Ostrówek Heleny Popek. Wraz z Tomaszem Trusiukiem doprowadził pierwszego spotkania Ostrówczan i Wolan w 40. rocznicę mordu. Rok później, 26 sierpnia 1984 roku na cmentarzu parafialnym w Rudzie-Hucie staraniem tych osób odkryto pierwszy w Polsce obelisk ku czci pomordowanych na Wołyniu. Na poświęcenie obelisku przybyło kilka tysięcy byłych mieszkańców Wołynia z całej Polski.
3 listopada 1990 roku dzięki staraniom Towarzystwa Przyjaciół Krzemieńca i Ziemi Wołyńsko-Podolskiej z Lublina odbyła się pierwsza pielgrzymka byłych mieszkańców Ostrówek i Woli Ostrowieckiej oraz ich rodzin do miejsc, gdzie leżały obie wsie. Od tego czasu datują się ich starania o uporządkowanie i upamiętnienie miejsca zbrodni oraz ekshumację szczątków ofiar.
W sierpniu 1992 roku doprowadzono do pierwszej ekshumacji szczątków wymordowanej ludności polskiej, pod kierownictwem prof. Romana Mądry, która potwierdziła dokonanie mordu przez UPA w Woli Ostrowieckiej. Eksplorowano zbiorową mogiłę w miejscu, gdzie stała stodoła Strażyca i wydobyto z niej szczątki 243 osób. W tamtym czasie nie udało się odnaleźć pozostałych domniemanych masowych grobów („stodoła Jesionków” i „szkoła”). Ekshumowane szczątki pochowano 30 sierpnia 1992 roku na dawnym cmentarzu w Ostrówkach.
W roku 2011 odnaleziono zbiorową mogiłę w miejscu dawnej szkoły, z której wydobyto szczątki 79 osób. Pochowano je uroczyście 30 sierpnia 2011 roku na cmentarzu w Ostrówkach. Dzień przed pogrzebem doszło do incydentu z udziałem kilkunastu działaczy partii Swoboda, którym przewodził sekretarz Państwowej Międzyresortowej Komisji ds. Upamiętnień Swiatosław Szeremeta i jego współpracownik Ostap Kozak. Przybyli oni na miejsce i zażądali otwarcia trumien, po czym rozpoczęli przetrząsać ich zawartość. Po trzech godzinach po interwencji archeologów odjechali a nazajutrz na konferencji prasowej oskarżyli polskich specjalistów o zawyżanie liczby odnalezionych ofiar.
W 2011 roku Rada Ochrony Pamięci Walk i Męczeństwa na odnowionym cmentarzu w Ostrówkach ufundowała pomnik, który miał być odsłonięty przez prezydentów Polski i Ukrainy. Do planowanej uroczystości nie doszło. W kwietniu 2012 roku z pomnika skradziono polskie godło.